# Scream Aim Fire
Scream Aim Fire este al doilea album de studio al formației britanice heavy metal Bullet For My Valentine, lansat pe 28 ianuarie 2008.